# تشاه دوكاهور (مقاطعة فارياب)
تشاه دوكاهور (بالفارسية: موتور چاه دوکهور) هي مستوطنة تقع في البلدة المركزية في إيران. يقدر عدد سكانها بـ 123 نسمة بحسب إحصاء 2016.